# Fruktans lön
Fruktans lön (originaltitel: Le Salaire de la peur) är en fransk thrillerfilm från 1953, baserad på romanen med samma namn av Georges Arnaud (egentligen Henri Girard).

## Handling
I en sydamerikansk byhåla lever ett antal vagabonder och andra vinddrivna existenser i djupaste tristess. På ett närbeläget oljefält har ett borrtorn börjat brinna och enda sättet att släcka är med nitroglycerin. Oljebolaget efterlyser fyra män som skall köra två lastbilar fullastade med sprängämne över bergen. Fyra män, Mario, Jo, Bimba och Luigi, nappar på erbjudandet. Färden är totalt livsfarlig då bilarna saknar alla upptänkliga säkerhetsdetaljer. Längs vägen lurar allehanda faror i form av nedfallande stenblock, rangliga broar och översvämmade diken. Bimba och Luigi sprängs i luften då de kör ner i ett hål i vägen. Jo måste gå ur bilen för att visa Mario vägen genom ett oljeöversvämmat dike. Han fastnar i en trädklyka. Mario, som kör lastbilen tätt efter sin kamrat, kan inte bromsa utan han kör över Jos ben. Mario lastar in Jo i bilen, men han dör strax därpå av sina skador. Mario blir den ende som kan leverera lasten. På vägen hem kör den utmattade Mario av vägen och dör.

## Om filmen
Vinnare av festivalens stora pris (föregångaren till Guldpalmen) vid Filmfestivalen i Cannes 1953. Vann också Guldbjörnen vid Berlins internationella filmfestival 1953 och BAFTA Award för bästa film 1955.

## Rollista (i urval)
- Yves Montand – Mario
- Charles Vanel – M. Jo
- Peter van Eyck – Bimba
- Folco Lulli – Luigi
- Antonio Centa – Camp Chief
- Darling Légitimus
- Luis De Lima – Bernardo
- Jo Dest – Smerloff
- Darío Moreno – Hernandez
- Véra Clouzot – Linda

## Nyinspelningar
Två nyinspelningar har gjorts av filmen. Den första är en amerikansk film från 1977, regisserad av William Friedkin. Den andra är en fransk film från 2024, regisserad av Julien Leclercq.